# Volavlje
Volavlje este o localitate din comuna Ljubljana, Slovenia, cu o populație de 150 de locuitori.